# Volksabstimmungen in der Schweiz 1964
Dieser Artikel bietet eine Übersicht der Volksabstimmungen in der Schweiz im Jahr 1964.
In der Schweiz fanden auf Bundesebene drei Volksabstimmungen statt, im Rahmen dreier Urnengänge am 2. Februar, 24. Mai und 6. Dezember. Dabei handelte es sich um zwei obligatorische Referencen und ein fakultatives Referendum.

## Abstimmung am 2. Februar 1964

### Ergebnis
| Nr. | Vorlage | Art | Stimm- berechtigte | Abgegebene Stimmen | Beteiligung | Gültige Stimmen | Ja      | Nein    | Ja-Anteil | Nein-Anteil | Stände | Ergebnis |
| --- | --- | --- | ------------------ | ------------------ | ----------- | --------------- | ------- | ------- | --------- | ----------- | ------ | -------- |
| 206 | Bundesbeschluss vom 27. September 1963 über den Erlass einer allgemeinen Steueramnestie auf den 1. Januar 1965 | OR  | 1'535'746          | 679'971            | 44,27 %     | 658'100         | 276'236 | 381'864 | 41,97 %   | 58,03 %     | 3½:18½ | nein     |

### Allgemeine Steueramnestie
Eine 1961 vom Parlament überwiesene Motion von SP-Nationalrat Mathias Eggenberger forderte den Bundesrat zu Massnahmenvorschlägen gegen die Steuerhinterziehung auf. Dieser schätzte die Einnahmeverluste des Bundes auf 35 bis 50 Millionen Franken, jene der Kantone auf 233 bis 296 Millionen. Aus diesem Grund schlug er unter anderem die Wiederholung der Steueramnestie von 1940 und 1945 vor, die aber nur zusammen mit anderen Massnahmen zielführend sei. Gleichzeitig verwies er auf die moralischen Bedenken, die einem Straferlass gegen Steuerhinterzieher entgegenstünden. Im Zusammenhang mit der Debatte um die neue Bundesfinanzordnung beschloss das Parlament mit deutlicher Mehrheit die Durchführung einer weiteren Steueramnestie im Jahr 1965, wofür eine Übergangsbestimmung in der Bundesverfassung notwendig war. Zu den Befürworten gehörten die KVP, die BGB und die Gewerkschaften. Sie bezeichneten die Amnestie als zentrale Massnahme, um Steuerhinterzieher zurück in die Ehrlichkeit zu führen, denn die eigentlichen Leidtragenden seien die ehrlichen Steuerzahler. Gegen die Amnestie waren die FDP, die LPS und die PdA. Sie befürchteten eine Verschlechterung der Steuermoral, ausserdem sei die Nichtbestrafung ein schwerer Verstoss gegen die Rechtsordnung und ein Eingeständnis staatlicher Ohnmacht. Auch zogen sie die Höhe der zu erwartenden Einnahmen in Zweifel. Volk und Stände lehnten die Vorlage deutlich ab. Befürwortende Mehrheiten gab es nur in den Kantonen Appenzell Innerrhoden, Graubünden, Schaffhausen und St. Gallen.

## Abstimmung am 24. Mai 1964

### Ergebnis
| Nr. | Vorlage                                                    | Art | Stimm- berechtigte | Abgegebene Stimmen | Beteiligung | Gültige Stimmen | Ja      | Nein    | Ja-Anteil | Nein-Anteil | Stände | Ergebnis |
| --- | ---------------------------------------------------------- | --- | ------------------ | ------------------ | ----------- | --------------- | ------- | ------- | --------- | ----------- | ------ | -------- |
| 207 | Bundesgesetz vom 20. September 1963 über die Berufsbildung | FR  | 1'539'434          | 570'037            | 37,02 %     | 546'649         | 375'052 | 171'597 | 68,61 %   | 31,39 %     | –      | ja       |

### Berufsbildungsgesetz
1957 nahm der Bundesrat die Revision des seit 1930 bestehenden Berufsbildungsgesetzes in Angriff, wozu er eine Expertenkommission einsetzte. Der 1961 präsentierte Entwurf stiess überwiegend auf positives Echo. Nur die Berufsorganisationen der Techniker wehrten sich gegen die vom Bundesrat vorgeschlagenen Titel für Absolventen der Höheren Technischen Lehranstalten (HTL). Da in Deutschland und Österreich tiefer qualifizierte Berufsleute als «Techniker» bezeichnet werden, entstünde für Schweizer HTL-Absolventen eine Benachteiligung auf dem internationalen Arbeitsmarkt. Als das Parlament der Vorlage ohne Änderungen deutlich zustimmte, ergriffen der Schweizerische Technische Verband und der Verein Ehemaliger des Technikums Winterthur das Referendum. Trotz grossem Engagement wurden die Initianten einzig vom LdU unterstützt. Sie mussten sich den Vorwurf gefallen lassen, einen kleinlichen und absurden Kampf zu führen, mit dem sie die demokratischen Rechte missbrauchen und die weitgehend unbestrittene Revision gefährden würden. Auf der anderen Seite unterstützten alle anderen Parteien sowie die Wirtschaftsverbände und die Gewerkschaften die Vorlage. Ihnen zufolge schaffe das revidierte Gesetz die Grundlage für eine gute und zeitgemässe Berufsausbildung. Mehr als zwei Drittel der Abstimmenden nahmen die Vorlage an.

## Abstimmung am 6. Dezember 1964

### Ergebnis
| Nr. | Vorlage                                                                                        | Art | Stimm- berechtigte | Abgegebene Stimmen | Beteiligung | Gültige Stimmen | Ja      | Nein    | Ja-Anteil | Nein-Anteil | Stände | Ergebnis |
| --- | ---------------------------------------------------------------------------------------------- | --- | ------------------ | ------------------ | ----------- | --------------- | ------- | ------- | --------- | ----------- | ------ | -------- |
| 208 | Bundesbeschluss vom 9. Oktober 1964 über die Weiterführung befristeter Preiskontrollmassnahmen | OR  | 1'547'405          | 606'600            | 39,20 %     | 580'888         | 461'630 | 119'258 | 79,47 %   | 20,53 %     | 22:0   | ja       |

### Weiterführung befristeter Preiskontrollen
Die im Zweiten Weltkrieg eingeführte Kontrolle von Preisen und Mietzinsen wurde dreimal bis Ende 1964 verlängert. Diese Verlängerungen waren jeweils befristet und beinhalteten schrittweise Lockerungen. Die Erhöhung von Mietzinsen war zwar gestattet, konnte aber unter gewissen Voraussetzungen angefochten oder von Amtes wegen eingeschränkt werden. 422 Gemeinden mit 45 % der Gesamtbevölkerung kannten noch Mietzinskontrollen, 1072 weitere die weniger strenge Mietzinsüberwachung. In den restlichen 1598 Gemeinden (mit 22 % der Bevölkerung) war der Markt mittlerweile frei. Der Bundesrat schlug vor, die Mietzinskontrolle ein letztes Mal bis Ende 1969 zu verlängern und sie dann vollständig durch die Mietzinsüberwachung zu ersetzen. Ausserdem sollte die Preisausgleichskasse zur Verbilligung von Milch Ende 1965 abgeschafft werden. Das Parlament verabschiedete den Verfassungszusatz mit kleineren Retuschen. Alle grossen Parteien und Wirtschaftsverbände unterstützten die Vorlage, sodass die Abstimmung keine hohen Wellen warf. Kritik kam lediglich von einzelnen SP-Kantonalparteien in der Romandie sowie von der PdA. Fast vier Fünftel der Abstimmenden und alle Kantone stimmten der Verfassungsänderung zu.